# Monsures
Monsures est une commune française située dans le département de la Somme, en région Hauts-de-France.

## Géographie

### Localisation
Monsures est un village picard de l'Amiénois, limitrophe de l'Oise.
Limitrophe de Conty, la localité est située à 22 km au sud-ouest d'Amiens et à 30 km au nord-est de Beauvais.
Le territoire de la commune est limitrophe de ceux de quatre communes.
Les communes limitrophes sont  Belleuse, Conty, Croissy-sur-Celle et Rogy.
9 avril 2025

### Hydrographie

#### Réseau hydrographique
La commune est située dans le bassin Artois-Picardie. Elle est drainée par la Selle ou Somme.
La Selle, d'une longueur de 39 km, prend sa source dans la commune de Catheux et se jette  dans la Somme canalisée à Amiens, après avoir traversé 16 communes.

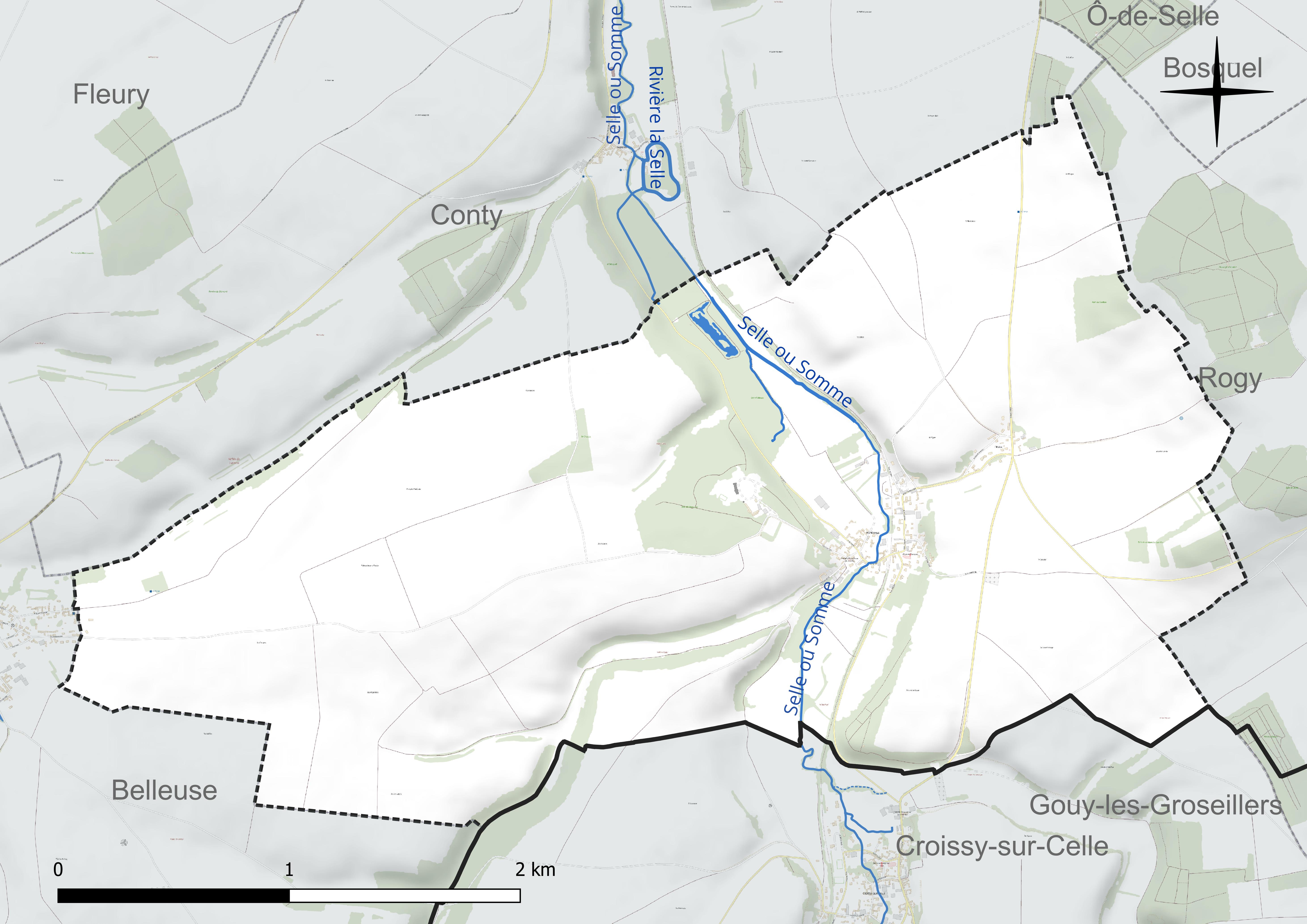
Réseau hydrographique de Monsures.

#### Gestion et qualité des eaux
Le territoire communal est couvert par le schéma d'aménagement et de gestion des eaux (SAGE) « Somme aval et Cours d'eau côtiers ». Ce document de planification concerne un territoire de 1 835 km2 de superficie, délimité par le bassin versant de la Somme canalisée. Le périmètre a été arrêté le 29 avril 2010 et le SAGE proprement dit a été approuvé le 6 août 2019. La structure porteuse de l'élaboration et de la mise en œuvre est le syndicat mixte d'aménagement hydraulique du bassin versant de la Somme (AMEVA).
La qualité des cours d'eau peut être consultée sur un site dédié géré par les agences de l'eau et l'Agence française pour la biodiversité.

### Climat
Pour des articles plus généraux, voir Climat des Hauts-de-France et Climat de la Somme.
En 2010, le climat de la commune est de type climat océanique dégradé des plaines du Centre et du Nord, selon une étude du CNRS s'appuyant sur une série de données couvrant la période 1971-2000. En 2020, Météo-France publie une typologie des climats de la France métropolitaine dans laquelle la commune est exposée à un climat océanique et est dans la région climatique Nord-est du bassin Parisien, caractérisée par un ensoleillement médiocre, une pluviométrie moyenne régulièrement répartie au cours de l'année et un hiver froid (3 °C).
Pour la période 1971-2000, la température annuelle moyenne est de 10,2 °C, avec une amplitude thermique annuelle de 14,2 °C. Le cumul annuel moyen de précipitations est de 730 mm, avec 11,6 jours de précipitations en janvier et 8,4 jours en juillet. Pour la période 1991-2020, la température moyenne annuelle observée sur la station météorologique la plus proche, située sur la commune de Rouvroy-les-Merles à 15 km à vol d'oiseau, est de 10,7 °C et le cumul annuel moyen de précipitations est de 647,9 mm,. Pour l'avenir, les paramètres climatiques de la commune estimés pour 2050 selon différents scénarios d'émission de gaz à effet de serre sont consultables sur un site dédié publié par Météo-France en novembre 2022.

## Urbanisme

### Typologie
Au 1er janvier 2024, Monsures est catégorisée commune rurale à habitat dispersé, selon la nouvelle grille communale de densité à sept niveaux définie par l'Insee en 2022.
Elle est située hors unité urbaine. Par ailleurs la commune fait partie de l'aire d'attraction d'Amiens, dont elle est une commune de la couronne,. Cette aire, qui regroupe 369 communes, est catégorisée dans les aires de 200 000 à moins de 700 000 habitants,.

### Occupation des sols
L'occupation des sols de la commune, telle qu'elle ressort de la base de données européenne d'occupation biophysique des sols Corine Land Cover (CLC), est marquée par l'importance des territoires agricoles (84,6 % en 2018), une proportion sensiblement équivalente à celle de 1990 (83,8 %). La répartition détaillée en 2018 est la suivante : 
terres arables (80,9 %), forêts (10,6 %), zones urbanisées (4,8 %), zones agricoles hétérogènes (3,1 %), prairies (0,5 %). L'évolution de l'occupation des sols de la commune et de ses infrastructures peut être observée sur les différentes représentations cartographiques du territoire : la carte de Cassini (XVIIIe siècle), la carte d'état-major (1820-1866) et les cartes ou photos aériennes de l'IGN pour la période actuelle (1950 à aujourd'hui).

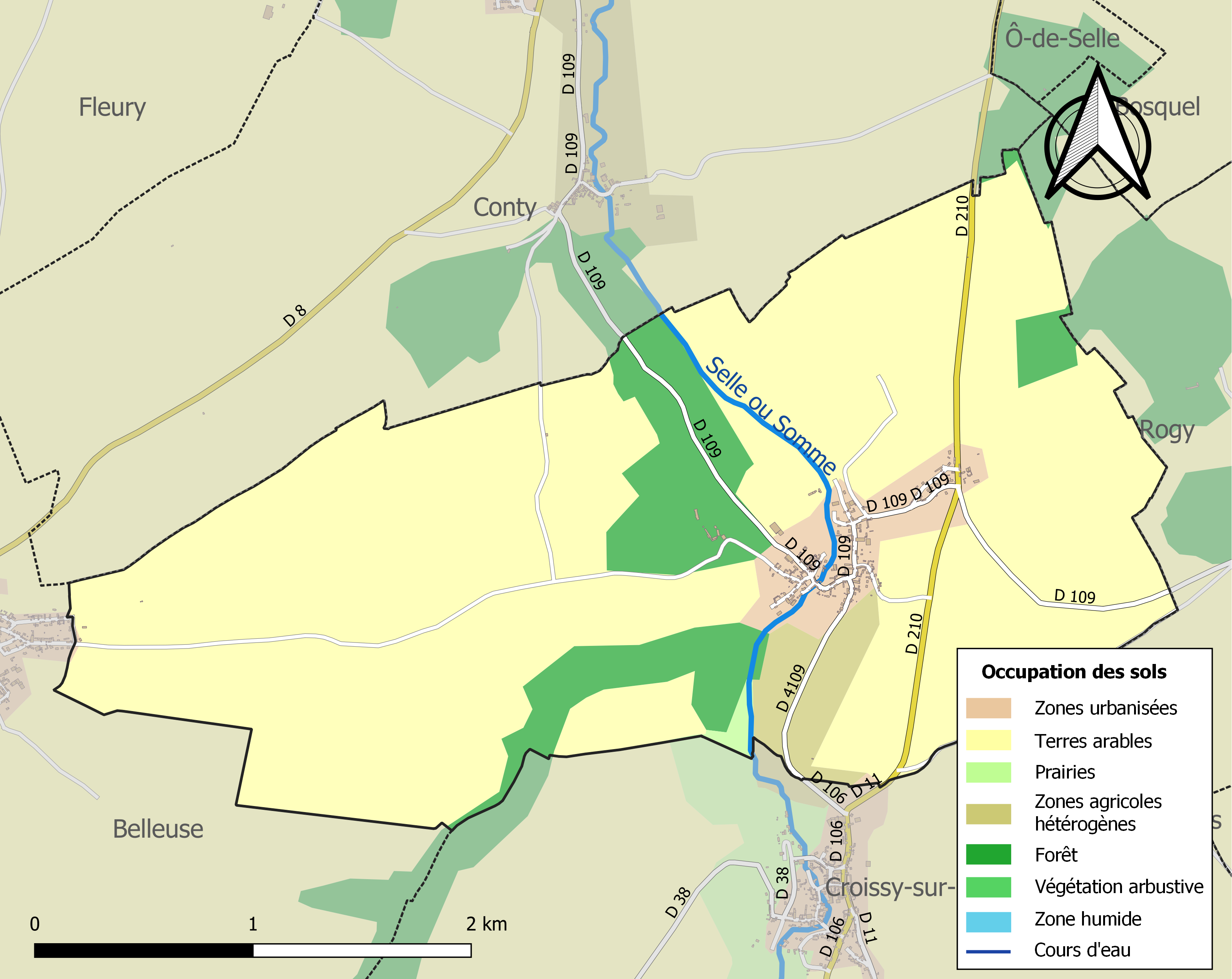
Carte des infrastructures et de l'occupation des sols de la commune en 2018 (CLC).

### Lieux-dits, hameaux et écarts
- L'Estocq.

### Voies de communication et transports
Il est proche des grands axes de communication (sortie  17 de l'autoroute A16 à 6 km).
La localité est desservie en 2019 par la ligne d'autocars no 29 (Crévecœur-le-Grand - Conty - Amiens) du réseau interurbain Trans'80 Hauts-de-France.

## Toponymie
Le lieu s'appelait Monsulae en 1170,. — Molsuri, Molsures en 1208 (Cartulaire du Gard), Moussures en 1147 (Cart. de St-Martin-aux-Jumeaux , 1205-1236. Cart. du Gard. — 1237. Cart. de Chap. — 1468. Cart. de l'évêché), Mossures en 1224 (Cart. des hospices), Mousura en 1229 (Arch. de St-Quentin de Beauvais), Mossules en 1247 (Cart. du Gard. — 1286 Cart. des hospices), Morissules en 1286 (Cart. des hospices), Villa de Mussuris (Daire), Monssures en 1301 (pouillé) et en 1303 (Compte de la ville de Clermont (Oise), en 1538 (Reg. de l'échev. d'Amiens), Monsures en 1308 (Cart. du Gard), en 1339 (Revue de Hue de Monsures), en 1507 (Cout. loc), le 17 brumaire an X, Mousseures en 1493 (Pas d'armes de
Sandricourt), Montsures en 1557 (Revue. M. de B), Montsure en 1757 (Cassini), Monsure en 1648 (. Pouillé gén) en 1701(D'Hozier) en 1733 (G. Delisle), en 1764 (Expilly) ou en 1790 (Etat des Elec).

## Histoire
La seigneurie relevait de celle de Conty, dont les titulaires étaient seigneurs de Monsures à partir du XIIe siècle[réf. nécessaire].
La commune disposait d'une halte de chemin de fer sur la ligne Beauvais - Amiens qui transporta les voyageurs de 1876 à 1939. La plate-forme de cette ligne a été transformée en chemin de promenade, la Coulée verte, qui relie Crèvecœur-le-Grand à Vers-sur-Selles.
La commune a notamment été inondée les 23 et 24 janvier 1891,.
Le 24 mai 1923, un avion Farman Goliath effectuant la liaison postale Paris-Le Bourget-Londres-Croydon s'écrasa sur le territoire communal, tuant ses six occupants : Lauwrence Schwab, et Emile Pierrot, respectivement directeur et directeur technique de la compagnie aérienne française Air Union, le pilote François Le Men, le mécanicien Pierre Jobert, une américaine, Juanita Bates et un finlandais, M. Ilmanen. Une plaque commémorative dédiée aux victimes a été posée dans la chapelle avant qu'elle ne soit transformée en médiathèque.
En 1935, le baron de Foucaucourt organisa un rallye aéronautique dans sa propriété de Monsures.

## Politique et administration

### Rattachements administratifs et électoraux
La commune se trouve dans l'arrondissement d'Amiens du département de la Somme. Pour l'élection des députés, elle fait partie depuis 2012 de la quatrième circonscription de la Somme.
Elle faisait partie depuis 1793 du canton de Conty. Dans le cadre du redécoupage cantonal de 2014 en France, la commune est intégrée au canton d'Ailly-sur-Noye.

### Intercommunalité
La commune était membre de la communauté de communes du canton de Conty, créée par un arrêté préfectoral du 23 décembre 1996, et qui s'est substituée aux syndicats préexistants tels que le SIVOM et le SIVU de la coulée verte. Cette intercommunalité est renommée communauté de communes du Contynois en 2015, à la suite de la disparition du canton.
Dans le cadre des dispositions de la loi portant nouvelle organisation territoriale de la République du 7 août 2015, qui prévoit que les établissements publics de coopération intercommunale (EPCI) à fiscalité propre doivent avoir un minimum de 15 000 habitants, la préfète de la Somme propose en octobre 2015 un projet de nouveau schéma départemental de coopération intercommunale (SDCI) qui prévoit la réduction de 28 à 16 du nombre des intercommunalités à fiscalité propre du département.
Ce projet prévoit la « fusion des communautés de communes du Sud-Ouest Amiénois, du Contynois et de la région d'Oisemont », le nouvel ensemble de 37 412 habitants regroupant 120 communes,. À la suite de l'avis favorable de la commission départementale de coopération intercommunale en janvier 2016, la préfecture sollicite l'avis formel des conseils municipaux et communautaires concernés en vue de la mise en œuvre de la fusion.
La communauté de communes Somme Sud-Ouest, dont est désormais membre la commune, est ainsi créée au 1er janvier 2017.

### Liste des maires
| Période                                  | Période                   | Identité            | Étiquette | Qualité                                     |
| ---------------------------------------- | ------------------------- | ------------------- | --------- | ------------------------------------------- |
| Les données manquantes sont à compléter. |                           |                     |           |                                             |
| 1977                                     | 1989                      | Louis Dupuy         |           |                                             |
| décembre 1996                            | mars 2008                 | Francis Collonvillé |           |                                             |
| mars 2008                                | janvier 2011              | Daniel Dupuy        |           | Démissionnaire,                             |
| 25 mars 2011                             | En cours (au 6 juin 2020) | Aubert Wattez       |           | Agriculteur Réélu pour le mandat 2020-2026, |

### Distinctions et labels
Classement au concours des villes et villages fleuris : une fleur récompense en 2015 les efforts locaux en faveur de l'environnement.

### Politique de développement durable
La commune dispose de jardins partagés au Petit-Marais de Monsures,.
Un projet de parc éolien de sept éoliennes de 3 MW a été soumis à enquête publique en février 2018, entraînant d'importants débats locaux,.

## Population et société

### Démographie
L'évolution du nombre d'habitants est connue à travers les recensements de la population effectués dans la commune depuis 1793. Pour les communes de moins de 10 000 habitants, une enquête de recensement portant sur toute la population est réalisée tous les cinq ans, les populations de référence des années intermédiaires étant quant à elles estimées par interpolation ou extrapolation. Pour la commune, le premier recensement exhaustif entrant dans le cadre du nouveau dispositif a été réalisé en 2007.

En 2022, la commune comptait 217 habitants, en évolution de −4,41 % par rapport à 2016 (Somme : −1,26 %, France hors Mayotte : +2,11 %).
| 1793 | 1800 | 1806 | 1821 | 1831 | 1836 | 1841 | 1846 | 1851 |
| ---- | ---- | ---- | ---- | ---- | ---- | ---- | ---- | ---- |
| 301  | 283  | 286  | 384  | 364  | 375  | 404  | 408  | 410  |

| 1856 | 1861 | 1866 | 1872 | 1876 | 1881 | 1886 | 1891 | 1896 |
| ---- | ---- | ---- | ---- | ---- | ---- | ---- | ---- | ---- |
| 365  | 375  | 351  | 319  | 305  | 317  | 279  | 281  | 290  |

| 1901 | 1906 | 1911 | 1921 | 1926 | 1931 | 1936 | 1946 | 1954 |
| ---- | ---- | ---- | ---- | ---- | ---- | ---- | ---- | ---- |
| 267  | 243  | 248  | 236  | 257  | 216  | 232  | 208  | 202  |

| 1962 | 1968 | 1975 | 1982 | 1990 | 1999 | 2006 | 2007 | 2012 |
| ---- | ---- | ---- | ---- | ---- | ---- | ---- | ---- | ---- |
| 217  | 230  | 197  | 152  | 162  | 203  | 234  | 239  | 227  |

| 2017 | 2022 | - | - | - | - | - | - | - |
| ---- | ---- | - | - | - | - | - | - | - |
| 227  | 217  | - | - | - | - | - | - | - |

### Culture
La commune dispose d'une bibliothèque associative qui fonctionne avec le soutien de la bibliothèque départementale de la Somme.
Ouverte depuis 2004 dans l'ancienne chapelle Notre-Dame-des-Victoires inulilisée alors depuis une quarantaine d'années, elle était également destinée à servir de lieu d'animation au village, dépourvu de café et d'école.

## Culture locale et patrimoine

### Lieux et monuments
- Château de Monsures[45] et notamment sa porte principale (fin du IXe siècle), flanquée de grosses tours datant du début du XVe siècle, située sur un promontoire à l'ouest du village[46],[47],[48],[49],[50].

Ils sont inscrits monument historique.
- Parc du château[52].
- Église Saint-Léger[53] : la première trace écrite que l'on trouve de l'église de Monsures date de 1127. Cette année-là, Enguerrand de Boves, évêque d'Amiens, en fit don à l'assemblée des chanoines de la cathédrale pour que l'on fasse dire des messes le jour anniversaire de sa mort. Lui-même tenait l'église du seigneur Robert de Croy.

Cette église a probablement été remaniée et l'actuelle daterait de la fin du XVe , ou du début du  XVIe siècle. Dédiée à saint Léger, évêque d'Autun (616-678), elle est construite en pierres qui proviennent des carrières du pays.
Cloches : les archives paroissiales témoignent, à la date du 1er août 1723, du baptême de « Gabrielle Françoise », principale cloche de l'église :
« Le premier août 1723 par moy curé de la paroisse de 'Saint Pierre de Belleuse sous signé ou assistoient maître Michel Aubert curé de la paroisse de Saint Léger de Croissy, maître Jacques Pinchemel Vicaire et Sous Prieur de Loeïlli, maitre Jean Baptiste Pinchemel Curé de la paroisse de Saint Léger de Monsures, a été bénie Gabrielle Françoise, principale cloche de l'église de Saint Léger de Monsures, le parein a été monsieur gefroy de Bourdin ecuier et la mareine damoiselle Angélique de Bourdin tous deux enfants de Monsieur le comte de Bourdin écuier Seigneur de Monsures et autres lieux lesquels ont tous signé le présent acte ».
Cette cloche a été probablement fondue, lors de la Révolution, pour participer à l'effort de défense de « la Patrie en danger ».
Les cloches actuelles ont été installées en 1821 et en 1868. La petite cloche, baptisée en 1821 par l'abbé Ansiaume, curé de Monsures, a été nommée Louise par son parrain, Antoine Mesnard, ancien officier, et sa marraine, Louise de Couronnel. La grosse cloche (bénie en 1868 par monsieur de Morgan, curé doyen de Conty, assisté de monsieur de Saint Aubin, curé de Monsures) a été nommée Marie Eugènie Louise par son parrain, le marquis de Couronnel et sa marraine, Marie Eugénie Louise de Béthune, comtesse de Couronnel.
Au XVIIIe siècle : le 17 juin 1727, à l'occasion d'une visite à la paroisse, l'évêque d'Amiens signe une ordonnance qui prescrit de réparer la tour du clocher « dont le haut menace ruine », les murailles et la couverture de la nef. La réparation du clocher sera achevée en 1731.
À la date du 30 septembre 1731, dans le registre paroissial, on trouve le texte suivant :
« L'an mil sept cent trente un le trente septembre veil de la fête de Saint Léger notre patron fut terminé la réparation de notre clocher par les soins de Mr pierre moinet prêtre pour lors de Monsures à l'aide de françois bernÿ nommé par acte publicq cindicq au recouvrement des deniers appartenant à notre fabrique le dit Mr Moinet donna de ses propres deniers le cocq de cuivre qui est au bout de la flèche pour exciter les paroissiens à faire une quête et au moyen des deniers en provenant il fut acheté la belle croix de fer qui se voit encore actuellement au bout du clocher il est entré dans cet ouvrage pour cent livres de bois plus cinquante livres de façon au charpentier, cent cinquante livres aux maçons. » (L'orthographe est d'origine.)
C'est également cette année 1727 qu'apparaît, pour la première fois, l'interdiction d'enterrer les morts dans l'église. À cette époque, on croyait qu'être enterré au plus près de l'autel signait un repos éternel auprès de Dieu. Mais le village subissait des inondations, le pavé travaillait, bombait, se disjoignait et laissait échapper de terribles miasmes qui tuaient les hommes. L'évêque d'Amiens dut intervenir et on peut lire dans les archives paroissiales :
« Il a été remarqué qu'en conséquence de la mort de plusieurs paroissiens de Monsures occasionné par le mauvais air de l'Eglise du dit lieu, Sa Grandeur à l'occasion de la visite en date du 17 juin 1727 a fait deffense aux sieurs curés d'hinumer à l'avenir dans la nef de la dite église. ».
Cette interdiction sera répétée plusieurs fois, allant jusqu'à faire "défense d'enterrer personne dans l'église sous peine de mort", en 1738.
Intérieur de l'église : la chaire, en vieux chêne, surmontée d'un baldaquin, date de 1780. Un motif représente l'Assomption de la Vierge et un ange sonnant de la trompette surmonte l'abat-croix, bien travaillé.
Au-dessus du confessionnal, on peut voir un aigle de lutrin en bois doré datant du XVIIIe siècle. L'autel et le tabernacle, en marbre veiné rouge et gris, datent également de cette époque, ainsi que le grand tableau représentant une descente de croix. Le second autel provient de l'ancienne chapelle du château, d'où il a été apporté, par l'abbé Pecquet, au début de la Seconde Guerre mondiale.
La statue de saint Léger, en bois, a été offerte par monsieur Pipaut, doyen de Conty, en 1830. Les quatre fenêtres du chœur ont été ouvertes en 1880 par l'abbé Leclercq, curé de la paroisse, qui y a fait poser des vitraux (dont deux représentant la vie de saint Léger) offerts par la famille de Couronnel et sortant des ateliers de la maison Latteux Bazin au Mesnil-Saint-Firmin (Oise).
La statue moderne de Jeanne d'Arc, commémorant les morts de la Première Guerre mondiale, a été offerte par les époux Crapet-Béthune en 1920, en souvenir de leur fils Paul, mort pour la France.
Sacristie : autrefois, l'ancienne sacristie se trouvait du côté sud du chœur de l'église, du côté de l'école. La sacristie actuelle date de la seconde moitié du XIXe siècle, sans doute a-t-elle été construite à la même époque que le presbytère (1877).
Depuis décembre 1998, elle abrite la mairie.
- Chapelle Notre-Dame-du-Bon-Secours de l'Estocq : selon les matériaux employés et la forme de la construction, elle daterait du début du XVIe siècle (1525). Elle appartenait à l'origine à la famille Thierry, propriétaire du fief d' Argenlieu (situé sur les communes de Monsures et de Rogy, jusqu'aux abords de Gouy-les-Groseillers. Les terres labourables (plus de 100 hectares) du fief d' Argenlieu étaient exploitées à partir du petit manoir de pierre de l'Estocq (propriété de madame Gorgibus en 2007), contigu à la chapelle Notre-Dame-du-Bon-Secours.

En 1744, les registres paroissiaux font mention de l'érection d'un calvaire à l'Estocq et de processions qui venaient des villages voisins jusqu'à l'antique chapelle du hameau.
Pendant la Première Guerre mondiale, une messe était célébrée chaque semaine à la chapelle. Peut-être est-ce la protection de la Vierge qui permit aux 10 soldats du hameau de revenir tous sains et saufs...
Jusqu'à la mort de l'abbé Pecquet, en 1963, une messe y était célébrée chaque année, au mois de mai, à l'ombre de l'imposant marronnier.
La chapelle a été rachetée par la commune en 1995. Les vitraux, provenant de la chapelle de monsieur Alexandre Leguay, représentent, côté nord, saint Alexandre et, côté sud, saint Éloi, en souvenir d'Armance Leguay qui, entrée en religion, avait pris le nom de sœur Saint Éli.
- Chapelle Notre-Dame-des-Victoires : cette chapelle a été construite en 1858 par Charlemagne Boyeldieu (qui habitait alors la ferme tenue par monsieur Dupuy en 2007), membre de la famille du célèbre général d'Empire Louis-Léger Boyeldieu, né à Monsures en 1774.

En 1861, le conseil municipal refuse d'accepter le don de la chapelle, « qui ne servirait à rien et n'occasionnerait que des frais... »
Le 14 mai 1923, un petit avion, le Farman F60 dit Goliath, s'écrase en feu au-dessus des Zélias; les six passagers (trois Français, deux Américains et un Finlandais) trouvent la mort et leurs corps calcinés sont déposés provisoirement dans la chapelle.
Les anciens du village se souviennent que le dimanche suivant le 8 septembre (fête de la Nativité-de-la-Vierge), la messe dominicale y était célébrée et que l'après-midi, après les vêpres, une procession se rendait jusqu'à la statue de Notre-Dame de Lourdes, située à l'entrée du château. Ils mentionnent également que lorsqu'un décès ou une cérémonie avait lieu dans le quartier, la petite cloche était mise en branle et que l'abbé Pecquet avait coutume de venir y dire la messe chaque mardi pour les défunts des familles Briois, Ansiaume, Dupuy.
Depuis 2004, la chapelle abrite la médiathèque de la commune.
- La Coulée Verte est un chemin de promenade qui emprunte l'emprise de l'ancienne ligne de chemin de fer, qui reliait Beauvais à Amiens. Sur une trentaine de kilomètres, elle relie, le long de la vallée de la Selle, Crèvecœur-le-Grand à Bacouel-sur-Selle. Elle est l'origine de 156 km de sentiers et offre de nombreuses possibilités de randonnées bucoliques accessibles aux marcheurs, aux vététistes et aux cavaliers.

### Personnalités liées à la commune
- Louis Léger Boyeldieu, général de division sous la Révolution et l'Empire, né et décédé à Monsures[57].
- Jean de Foucaucourt (1896-1939). Jean hérite du château de Monsures en 1929 au décès de son père ; il s'initie à l'aviation, passe son brevet de pilote de tourisme en 1932 et inaugure en 1934 un terrain privé d'aviation civile, situé près du bois de La Choque doté de deux pistes d'atterrissage. Rallyes aériens (43 avions en 1938) et baptêmes de l'air vont s'y succéder pour les habitants du village et amis.  Après de très nombreux voyages en Europe et en Afrique, le 21 février 1939, il meurt avec son épouse Louise de Guyencourt, deuxième femme en France à avoir obtenu son brevet de navigateur supérieur lors d'un accident d'avion à Ounianga-Kebir (Tchad), dans le désert du Tibesti. Jean avait baptisé son avion « Inch'Allah », si Dieu le veut. Il est l'auteur de nombreux articles et ouvrages sur ses aventures aériennes, dont Vingt mille lieues dans les airs, qu'il a présenté à Amiens au début de 1939 avant son ultime voyage.  https://data.bnf.fr/fr/11221716/jean_foucaucourt/

### Héraldique
| Blason de Monsures | Blason  | D'or à la bande ondée d'azur accompagnée de deux peupliers de sinople ; au franc quartier de gueules chargé d'une tour d'argent ouverte, ajourée et maçonnée de sable.                            |
| Blason de Monsures | Détails | Le cours d'eau représente La Selle, les peupliers évoquent les bois communaux, la tour est à relier aux armes du baron d'empire Louis Boyeldieu, enfant du pays. Adopté par le conseil municipal. |